# Casa Planas (Badalona)
La Casa Planas o Can Planas, també popularment conegut com a Can Planetes, i antigament Can Seriol de la Plaça, és un habitatge ubicat al carrer de Barcelona, 1-3, amb façana a la plaça de la Constitució, de la ciutat Badalona protegit com a bé cultural d'interès local (BCIL) des del 27 de setembre de 1984. És un dels elements més destacats a nivell paisatgístic i històric del nucli antic.

## Descripció
Element de gran valor paisatgístic i històric del barri de Dalt de la Vila, nucli antic de la ciutat de Badalona, que defineix la plaça de la Constitució. És una casa de planta baixa, pis i golfes, amb una tribuna modernista molt característica, amb petites mostres de vitralls emplomat de diversos colors, que dona a la plaça. Té un interessant pati al darrere, a l'altre costat del carrer de Barcelona, on l'entrada és modernista. Els elements modernistes foren afegits a principis de segle XX arran d'una reforma realitzada per Joan Amigó i Barriga.

## Història
Ubicada en el primer nucli residencial de Badalona, al voltant de la parròquia de Santa Maria. Històricament fou la casa pairal dels Seriol, una important família pagesa de la qual es té notícia des del segle xv. Per aquesta raó, la casa ha estat anomenada Can Seriol de la Plaça, si bé apareix la mateixa forma amb les versions de la Riera, de la Costa, del Camí Ral o del Rec. A mitjan segle xvii, la pubilla de la casa, Eulàlia Seriol, es casada amb Jaume Gelabert, adoptant els seus fills com a cognom principal el del pare. Tanmateix, malgrat l'aparença de pèrdua del cognom Seriol, encara es farà servir durant dues generacions més tard, afegit darrere del segon cognom.
A la segona meitat de segle xviii, Raimunda Gelabert i Pujol Seriol es casada amb Pau Barriga, mudant novament de cognom la família. L'hereu serà Francesc Barriga, mentre que una altra filla, Maria Anna, es va casar amb Joan Blanch i Barriga. No obstant això, a finals de segle xviii, el cognom Planas és el que pren la família arran del casament de la pubilla, Francesca Barriga i Gelabert Seriol amb Martí Planas, pagès originari de Sant Martí de Provençals, l'any 1786. Des d'aquell moment, tot i que inicialment encara es va conservar el cognom Seriol, el cognom pel qual s'ha conegut la casa és el de Planas.
En l'actualitat continua sent propietat i residència de la família Planas.

### Membres il·lustres
Alguns membres de la família han destacat en alguna activitat o han exercit càrrecs públics:
- Ramon Planas i Planas, alcalde de Badalona (1875-1879).[5]
- Josep Planas i Planas, president del Banc de Badalona (1921).[6]
- Ramon Planas i Buera, creador del Museu del Perfum de Barcelona.